# (983) Gunila
(983) Gunila est un astéroïde de la ceinture principale découvert le 30 juillet 1922 par l'astronome allemand Karl Reinmuth.
Sa désignation provisoire était 1922 ME.